# Cicaré CH-1
El Cicaré CH-1 fue el primer helicóptero diseñado y construido por el ingeniero argentino Augusto Cicaré en 1958 y efectuó su primer vuelo en 1961. Esta máquina y su motor fueron creados con materiales e instrumentos que se encontraban a su alcance en su taller agrícola, los cuales no eran propiamente materiales ni instrumentos aeronáuticos. El CH-1 se constituye en la primera aeronave de este tipo desarrollada y construida en Sudamérica.

## Diseño y desarrollo
Este helicóptero es monoplaza, monomotor, con dos rotores coaxiales contrarrotatorios bipala. El mando cíclico actuaba sobre la inclinación de la torreta en la que estaban montados los rotores. La estructura de la aeronave estaba construida de tubos de acero. El motor instalado era de cuatro cilindros opuestos (bóxer) y cuatro tiempos, también fue diseñado y construido por Augusto Cicaré.

## Especificaciones

### Características generales
- Tripulación: Uno (piloto)
- Diámetro rotor principal: 6 m (19,7 ft)
- Altura: 2,2 m (7,1 ft)
- Peso vacío: 225 kg (495,9 lb)
- Peso cargado: 330 kg (727,3 lb)
- Planta motriz: 1× motor bóxer de cuatro cilindros refrigerado por aire Cicaré 1.8.
  - Potencia: 45 kW (60 HP; 61 CV)
- Hélices: 2× bipala coaxial contrarrotatoria por motor.

### Rendimiento
- Velocidad nunca excedida (Vne): 120 km/h (75 MPH; 65 kt)
- Velocidad crucero (Vc): 90 km/h (56 MPH; 49 kt)
- Techo de vuelo: 1500 m (4921 ft)
- Régimen de ascenso: 7 m/s (1378 ft/min)